# Edward De Smedt
Edward De Smedt was een Belgisch uitvinder die emigreerde naar de Verenigde Staten. Hij was een van de uitvinders van asfalt.
De Smedt had een patent op asfalt onder de naam asfaltbedekking. In de volksmond werd het Franse asfaltbedekking genoemd. Het werd voor het eerste gebruikt in 1870 voor de Williamstreet te Newark (New Jersey). Daarna maakte De Smedt een zwaardere soort om ook als autowegbedekking te fungeren. Deze variant werd eerst gebruikt in The Battery en Fifth Avenue in New York in 1872.